# Rio Anseba
O Rio Anseba (em tigrínio: ኣንሰባ) é um rio eritreu que decorre das Terras Altas da Eritreia à planícies do Sudão. Como comprimento de 346 km, o Anseba estabelece seus fluxos de Asmara e flui em uma direção à noroeste passando por Keren. Ele funde-se com o rio Barka próximo à costa do Sudão.